# Eulophia monantha
Eulophia monantha är en orkidéart som beskrevs av William Wright Smith. Eulophia monantha ingår i släktet Eulophia och familjen orkidéer. Inga underarter finns listade i Catalogue of Life.